# Єва Еріксон
Є́ва Е́рікссон (швед. Eva Eriksson; нар. 13 травня 1949, Гальмстад, Швеція) — шведська ілюстраторка та письменниця.

## Життєпис
Єва Ерікссон народилася 13 травня 1949 року в місті Гальмстаді, Швеція. Шведський ілюстратор і письменниця, авторка ілюстрацій кількох дитячих книжок відомих шведських письменниць: Барбру Ліндґрен, Вівека Ларн та інші.
Навчалася в коледжі мистецтва і дизайну в Стокгольмі, протягом 2003–2012 років посідала перше місце в рейтингу Шведської академії дитячих книжок. Книжка Барбру Ліндґрен з ілюстраціями Єви Ерикссон 2014 року отримала найпрестижнішу «дитячу» письменницьку Премію Астрід Ліндґрен.